# Grötschen
Grötschen ist eine Ortschaft und als Gretschen (früher auch Grötschenhäusel) eine Katastralgemeinde der Gemeinde Rappottenstein im Bezirk Zwettl in Niederösterreich.

## Geografie
Die Streusiedlung liegt im Grötschenwald, der sich von Rappottenstein nach Süden erstreckt und ist nur über eine Nebenstraße erreichbar. Zur Ortschaft zählt auch die Lage Fischerhäusl in der Nähe der Burg Rappottenstein, die zum Teil in Rappottenstein liegt.
Das zum größten Teil bewaldete Gebiet wird im Osten durch den Grötschenbach, einem Nebenfluss des Kleinen Kamps von der Nachbargemeinde Pfaffendorf getrennt, die höchste Erhebung ist der Immerbundberg mit 864 Metern.

## Siedlungsentwicklung
Zum Jahreswechsel 1979/1980 befanden sich in der Katastralgemeinde Gretschen insgesamt 19 Bauflächen mit 8.775 m² und 8 Gärten auf 3.930 m², 1989/1990 gab es 19 Bauflächen. 1999/2000 war die Zahl der Bauflächen auf 11 angewachsen und 2009/2010 bestanden 7 Gebäude auf 12 Bauflächen.

## Geschichte
Der Ort wurde 1531 zum ersten Mal schriftlich als „am Groetschen“ erwähnt, die Vorgängerhöfe bereits 1371.
Im Eintrag der Josephinischen Fassion aus Jahre 1786/87 gab es im heutigen Ort 17 Häuser.
Im Jahr 1822 wurde der Ort als Dorf mit neun Häusern genannt, das nach Rappottenstein eingepfarrt war, wohin auch die Kinder eingeschult wurden. Die Herrschaft Rappottenstein besaß die Ortsobrigkeit, übte die Landgerichtsbarkeit aus, besorgte die Konskription und hatte die Grundherrschaft inne.
Mit der Aufhebung der Grundherrschaften wurde der Ort 1849 als Katastralgemeinde ein Teil der Gemeinde Pfaffendorf, zu dieser zählten auch noch die Höfe Aufenhaupt, Eggergersch/Eggerisch, Fischerhäuseln, Klinghof, Kollreith, Mitterlinghof und Redlinghof. Am 1. Jänner 1967 wird die bis dahin selbständige Gemeinde samt Grötschen nach Rappottenstein eingemeindet.
Laut Adressbuch von Österreich waren im Jahr 1938 in Grötschen zwei Landwirte mit Direktvertrieb ansässig.
Nach dem Zweiten Weltkrieg bestanden noch die folgenden Einzellagen und Höfe:
- Klinghof (Grötschen 1, 1940 aufgegeben)
- Gretschenreith oder Auferbauer (Grötschen 2, nach 1960 aufgegeben)
- Grabenhof oder Killingerhof (Grötschen 3, nach 1960 aufgegeben)
- Mitterlinghof (Grötschen 4, 1967 aufgegeben)
- Fischerhäusl (Grötschen 5)
- Überländ oder Uiberländ (Grötschen 10, 1967 aufgegeben)
- Eggergarth oder Eggergers (Grötschen 11, nach 1960 aufgegeben)
- Kollerhof bzw. Kollenreith (Grötschen 12 + Grötschen 13)
- Redlinghof (Grötschen 14, nach 1960 aufgegeben)
- Aufenhaupt (Grötschen 15, 1960 aufgegeben)
- Leisterhäusl

## Bodennutzung
Die Katastralgemeinde ist landwirtschaftlich geprägt. 46 Hektar wurden zum Jahreswechsel 1979/1980 landwirtschaftlich genutzt und 616 Hektar waren forstwirtschaftlich geführte Waldflächen. 1999/2000 wurde auf 16 Hektar Landwirtschaft betrieben und 646 Hektar waren als forstwirtschaftlich genutzte Flächen ausgewiesen. Ende 2018 waren 14 Hektar als landwirtschaftliche Flächen genutzt und Forstwirtschaft wurde auf 643 Hektar betrieben. Die durchschnittliche Bodenklimazahl von Gretschen beträgt 15,4 (Stand 2010).

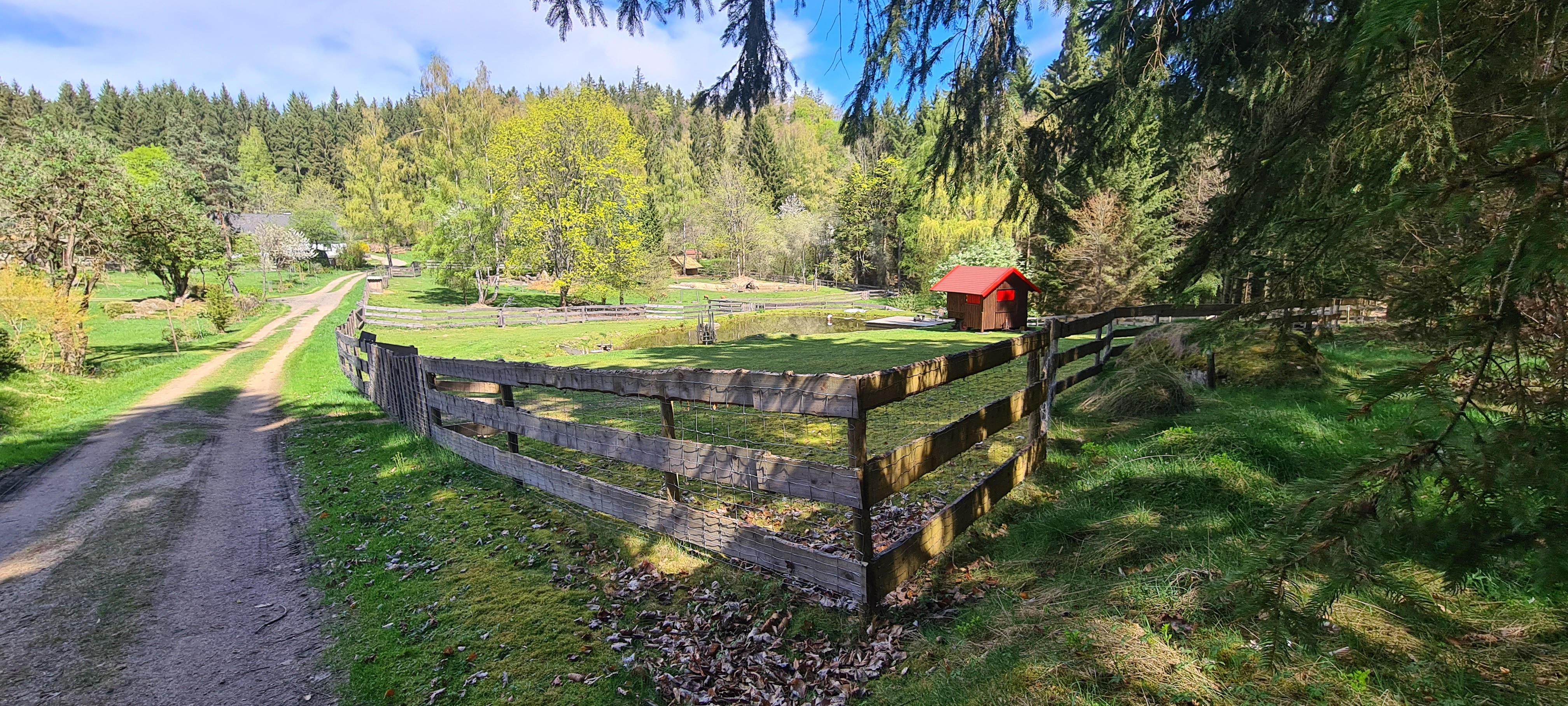
Blick auf Tiergehege im Ort
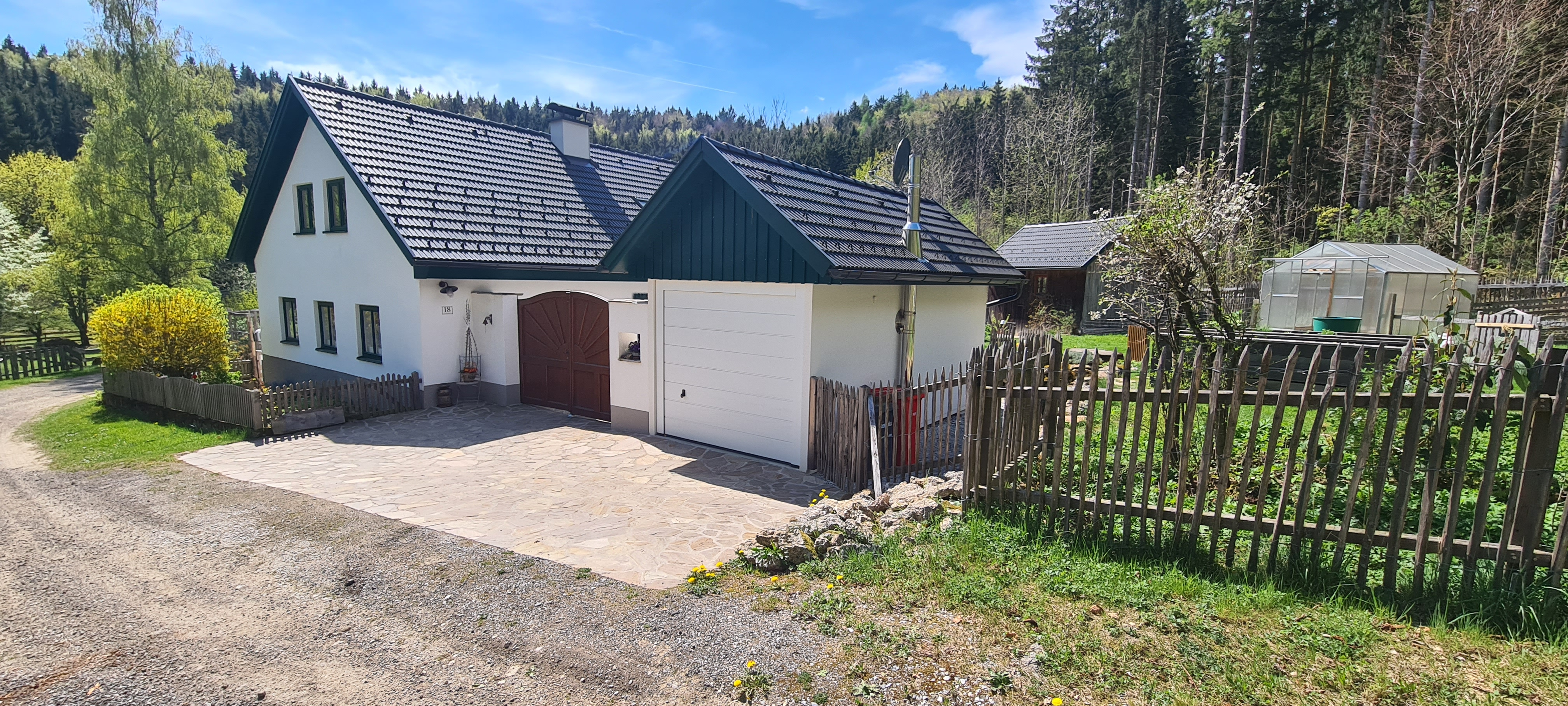
Haus im Ort